# Irina Gevorgyan
Pour les articles homonymes, voir Gevorgyan.
Irina Gevorgyan (née le 18 janvier 1990 à Tachkent ; épouse Semenova) est une joueuse d'échecs ouzbèke.

## Début de la vie
Irina Semenova est née à Tachkent le 18 janvier 1990,. Elle a commencé à apprendre à jouer aux échecs à l'âge de six ans. Son premier entraîneur travaillait dans la section d'échecs de l'école numéro 171, Andreyan Abdullaevich Mirzaahmedov,. En 2006, elle a obtenu son diplôme de l'école n° 60 à Tachkent (maintenant l'école spécialisée d'État n° 60 nommée d'après Johann Wolfgang von Goethe). En 2010, elle a terminé ses études à l'Université d'Économie de Tachkent. Après avoir terminé ses études universitaires, Irina a travaillé comme entraîneur d'échecs dans une école de sport à Tachkent pendant plusieurs années. À partir de 2014, elle a travaillé en tant que responsable des relations internationales pour la Fédération d'échecs de l'Ouzbékistan. En 2019, Irina Gevorgyan s'est mariée et a adopté le nom de famille Semenova.

## Carrière
En 2004, Irina Gevorgyan a participé à son premier tournoi international d'échecs.
En 2008, lors de la 38e Olympiade d'échecs qui s'est tenue à Dresde, en Allemagne, Irina Gevorgyan faisait partie de l'équipe féminine de l'Ouzbékistan. Elle a concouru aux côtés de Nafisa Muminova, Nodira Nodirjanova, Olga Sobirova et Hulkar Toxirjanova. L'équipe d'Ouzbékistan a réalisé des performances moyennes, se classant à la 22e place au classement général. Irina Gevorgyan a disputé neuf parties, remportant quatre victoires et faisant un match nul. Au classement individuel final, elle a atteint la 34e position.
En 2012, lors de la 40e Olympiade d'échecs à Istanbul, en Turquie, Irina Gevorgyan a de nouveau représenté l'Ouzbékistan dans l'équipe féminine. Elle a disputé dix parties, remportant trois victoires et faisant quatre matchs nuls. Au classement individuel final, elle a obtenu la 41e place,.
En octobre 2013, Irina Gevorgyan, aux côtés de l'équipe d'Ouzbékistan, a remporté la Coupe d'Asie centrale d'échecs,.
Lors de la 41e Olympiade d'échecs qui s'est déroulée à Tromsø, en Norvège, en 2014, Irina Gevorgyan faisait partie de l'équipe féminine de l'Ouzbékistan. Elle a disputé neuf parties, remportant cinq victoires et faisant deux matchs nuls. Au classement individuel final, elle a atteint la 23e position,.
En 2015, Irina Gevorgyan a remporté une médaille d'argent lors du Championnat d'échecs de l'Ouzbékistan,.
En 2016, lors de la 42e Olympiade d'échecs qui s'est tenue à Bakou, en Azerbaïdjan, Irina Gevorgyan a représenté l'Ouzbékistan dans l'équipe féminine. Elle a disputé neuf parties, remportant quatre victoires et faisant trois matchs nuls. Au classement individuel final, elle a obtenu la 20e place. La même année, elle a remporté une médaille d'or lors du festival international d'échecs «Coupe de la municipalité de Batoumi-2016» à Batoumi, en Géorgie,.
En 2018, lors de la 43e Olympiade d'échecs qui s'est tenue à Batoumi, en Géorgie, Irina Gevorgyan faisait partie de l'équipe féminine d'Ouzbékistan. Elle a disputé dix parties, remportant quatre victoires et faisant cinq matchs nuls,. L'équipe féminine d'Ouzbékistan a obtenu la 17e place au classement général,.
En 2020, Irina Semenova a mis fin à sa carrière.

## Réalisations
Les réalisations d'Irina Semenova aux échecs :
- Master FIDE féminin chez les femmes (2006)
- Femme International Master (WIM) (2015)
- Grand maître féminin (2019)
- Arbitre FIDE (2016)
- Arbitre international FIDE (2019).